# Double Trouble (album d'Elvis Presley)
Pour les articles homonymes, voir Double Trouble.
Albums de Elvis Presley
How Great Thou Art
(1967) Clambake
(1967)
Double Trouble est un album d'Elvis Presley sorti en juin 1967. Il s'agit de la bande originale du film Croisière surprise, dont Presley tient le premier rôle.

## Titres

### Face 1
1. Double Trouble (Doc Pomus, Mort Shuman) – 1:38
2. Baby, If You'll Give Me All of Your Love (Joy Byers) – 1:47
3. Could I Fall in Love (Randy Starr) – 1:42
4. Long Legged Girl (With the Short Dress On) (Leslie McFarland, Walter Scott) – 1:27
5. City by Night (Bill Giant, Bernie Baum, Florence Kaye) – 3:04
6. Old MacDonald (Randy Starr) – 2:04

### Face 2
1. I Love Only One Girl (Sid Tepper, Roy C. Bennett) – 1:52
2. There Is So Much World to See (Randy Starr) – 1:53
3. It Won't Be Long (Ben Weisman, Sid Wayne) – 1:44
4. Never Ending (Buddy Kaye, Phil Springer) – 1:57
5. Blue River (Paul Evans, Fred Tobias) – 1:32
6. What Now, What Next, Where To (Hal Blair, Don Robertson) – 1:56

## Musiciens
- Elvis Presley : chant
- Scotty Moore : guitare électrique
- Tiny Timbrell : guitare acoustique
- Pete Drake : pedal steel guitar
- Floyd Cramer : piano
- Bob Moore : contrebasse
- Richard Noel : trombone
- Boots Randolph : saxophone
- Charlie McCoy : harmonica
- D. J. Fontana, Buddy Harman : batterie
- The Jordanaires : chœurs
- Butch Parker, Mike Henderson − saxophone (5)
- Mike Deasy : guitare électrique (5)
- Jerry Scheff : basse (5)
- Toxey Sewell : batterie (5)